# Hermann von Fehling
Hermann von Fehling (n. 9 iunie 1812, Lübeck, Germania – d. 1 iulie 1885, Stuttgart, Imperiul German) a fost un chimist german, cunoscut pentru faptul că a dezvoltat în 1849 reactivul Fehling, care este utilizat pentru identificarea glucidelor hidrosolubile și pentru determinarea cantitativă a acestora.